# Z (кириллица)
Z, z (в Юникоде называется осетинская дзе или зи) — буква кириллицы, которая использовалась в осетинском языке.

## Использование
Буква использовалась в осетинском языке в 1917 — 1923 для обозначения звонкой альвеолярной аффрикаты [d͡z], которая в МФА транскрибируется как ⟨d͡z⟩, ⟨d͜z⟩ или ⟨ʣ⟩.

## Таблица кодов
Эта буква еще не была закодирована в Юникоде. Вместо этой буквы можно использовать латинскую букву Z.